# Olinto Marella
Olinto Giuseppe Marella (ur. 14 czerwca 1882 w Pellestrinie, zm. 6 września 1969 w San Lazzaro di Savena) – włoski duchowny katolicki, błogosławiony Kościoła katolickiego. 

## Życiorys
Urodził się jako drugie dziecko w rodzinie lekarza Luigi Marelli i nauczycielki. Stryjem Olinto był Józef Marello, przyszły biskup i święty. Po ukończeniu najpierw podstawówki, później zaś liceum Olinto wstąpił do Papieskiego Wyższego Seminarium Duchownego w Rzymie. W okresie studiów zetknął się z Angelo Giuseppe Roncallim, przyszłym papieżem Janem XXIII. W tamtym czasie także po raz pierwszy spotkał się z nowymi poglądami jak katolicką nauką społeczną czy modernizmem. 17 grudnia 1904 roku po ukończeniu seminarium kardynał Aristide Cavallari udzielił mu święceń kapłańskich.
Po święceniach Olinto został wykładowcą nauk humanistycznych, filozofii i teologii w seminarium duchownym w Chioggi. W tym samym okresie założył wraz ze swoim bratem Tullio, z zawodu inżynierem na wyspie, na której mieszkał placówkę dla dzieci rybaków. Nad wejściem do ośrodka umieszczono cytat z Listu do Galatów „Albowiem do wolności wyswobodził nas Chrystus”. Działania Olinto wspierał biskup Chioggi Lodovico Marangoni. W ośrodek założony zgodnie z głoszonymi przez ówczesnego papieża Leona XIII hasłami o katolickiej nauce społecznej przyczynił się do odrodzenia Pallestriny. Po śmierci Leona XIII, papieżem został Pius X, który miał inne poglądy do spraw publicznych. Ogłosił on w 1908 roku encyklikę „Pascendi”, w której potępił modernizm. 24 października 1909 nowy biskup Chioggi Antonio Bassani zawiesił Olinto Marellę w czynnościach wynikających ze święceń kapłańskich „a divinis” za utrzymywanie kontaktów ze suspendowanym za swoje modernistyczne tendencje księdzem Romolo Mururrim. Kara kościelna nie zniechęciła jednak Olinto, przyjął ją z pokorą i zaczął pracować jako nauczyciel. Pracował w różnych włoskich miastach. Wreszcie w 1924 roku przybył do Bolonii. Oprócz nauki w szkole, angażował się także w życie parafialne. Miejscowy proboszcz Emilio Faggioli poprosił kardynała Giovanniego Battistę Nasalli Rocca di Corneliano, arcybiskupa Bolonii o zniesienie kary zniesienie kary. Prośba została wysłuchana i 2 lutego 1925 roku ks. Olinto mógł po piętnastu latach po raz pierwszy odprawić mszę. W 1936 roku zapoczątkował dzieło opieki i troski o ubogich mieszkańców miasta. Co dzień stawał na ulicy i żebrał aby zebrać środki dla swoich podopiecznych. Z powodu jego białej brody nazywano go „Brodaczem Bożym”. Po wybuchu II wojny światowej uchronił wielu uciekinierów żydowskich, a także trzydziestu zbuntowanych przeciwko dowództwu żołnierzy włoskich, narażając w ten sposób swoje życie. Po wojnie w 1948 roku założył ośrodek dla młodych ludzi opuszczonych, bezdomnych, często skonfliktowanych prawem. Kongregacja Świętego Oficjum niechętnie przyglądała się temu, lecz Olinto obronił jego przyjaciel z okresu studiów Angelo Giuseppe Roncalli, przyszły papież Jan XXIII. Marella znał osobiście Joannę Berettę Mollę, przyszłą świętą katolicką i Marię Bolognesi, przyszłą błogosławioną.
Olinto Marella zmarł 6 września 1969 roku w San Lazzaro di Savena wśród podopiecznych i Marii Bolognesi. 27 marca 2013 roku papież Franciszek zatwierdził dekret o heroiczności jego cnót, zaś 28 listopada 2019 roku uznał cud za jego wstawiennictwem co otworzyło drogę do beatyfikacji, która odbyła się 4 września 2020 roku w Bolonii. Ceremonii beatyfikacyjnej w imieniu papieża Franciszka przewodniczył kard. Matteo Maria Zuppi, arcybiskup metropolita Bolonii.